# Marian Koziej
Marian Koziej (ur. 21 lutego 1932 w Spiczynie, zm. 28 marca 2011 w Kielcach) – polski inżynier rolnik, geograf, profesor nauk rolniczych, w latach 1995–1996 rektor Wyższej Szkoły Pedagogicznej w Kielcach.

## Życiorys
Uczył się w szkole średniej w Lublinie. Tytuł inżyniera rolnictwa uzyskał w 1955 na Wydziale Rolnym Uniwersytetu Marii Curie-Skłodowskiej w Lublinie, natomiast tytuł magistra agrotechniki w Wyższej Szkole Rolniczej w Krakowie. Doktoryzował się w 1965 w WSR w Krakowie, tamże w 1975 uzyskał stopień naukowy doktora habilitowanego. Profesorem nadzwyczajnym został w 1985, a zwyczajnym w 1993.
Po ukończeniu studiów pracował w Katedrze Ekonomiki i Organizacji Rolnictwa Wyższej Szkoły Rolniczej w Krakowie. W latach 1965–1969 był zatrudniony w Zakładzie Doświadczalnym Instytutu Mechanizacji Rolnictwa w Trzyciążu. Następnie pracował w Zakładzie Ochrony Przyrody PAN w Krakowie, a w latach 1975–1992 był kierownikiem Świętokrzyskiej Stacji Terenowej ZOP PAN w Kielcach.
W 1976 podjął pracę w Wyższej Szkole Pedagogicznej w Kielcach. Przez 24 lata kierował Zakładem Geografii Społeczno-Ekonomicznej (1979–1981 i 1983–2005). Ponadto od 1983 do 1987 był kuratorem i kierownikiem Zakładu Geografii Fizycznej. Dwukrotnie pełnił funkcję dziekana Wydziału Matematyczno-Przyrodniczego – najpierw w latach 1984–1990, a później od 1999 do 2002. Na początku lat 90. został prorektorem uczelni, a od 20 listopada 1995 do 31 sierpnia 1996 był jej rektorem, zastępując przebywającego na urlopie naukowym Adama Kołątaja i porządkując zaniedbania finansowe, inwestycyjne i kadrowe z lat 1990–1995. Na emeryturę przeszedł w 2005.
Był członkiem m.in. Komitetu Zagospodarowania Ziem Górskich PAN i rady Świętokrzyskiego Parku Narodowego. Naukowo zajmował się: kierunkami rozwoju produkcji rolniczej, ekonomiczno-organizacyjnymi i środowiskowymi aspektami mechanizacji rolnictwa, racjonalizacją użytkowania ziemi i rolniczej przestrzeni produkcyjnej, a także ochroną i kształtowaniem środowiska życia człowieka. Wypromował ponad 300 magistrów i 180 licencjatów, był opiekunem lub promotorem czterech i recenzentem 12 prac doktorskich. Za osiągnięcia naukowe i twórczą pracę dla regionu był wielokrotnie nagradzany i odznaczany posiadał Złoty, Srebrny i Brązowy Krzyż Zasługi, Krzyż Kawalerski Orderu Odrodzenia Polski, Krzyż Oficerski Orderu Odrodzenia Polski, Krzyż Komandorski Orderu Odrodzenia Polski oraz Medal Komisji Edukacji Narodowej..